# Catedral de Santa María (Tortosa)

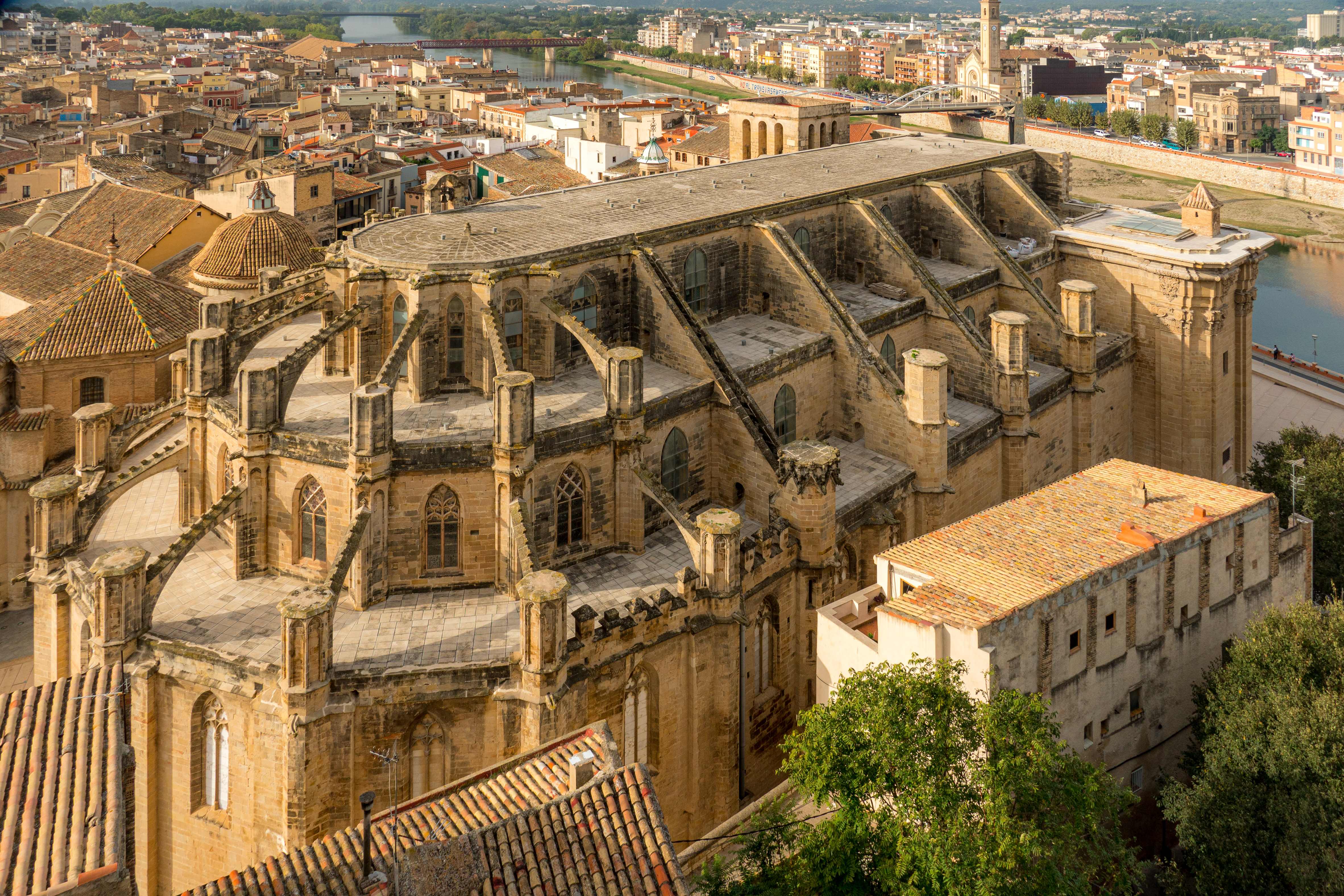
Ábside

La basílica-catedral de Santa María de Tortosa es sede de la diócesis de Tortosa en la provincia de Tarragona. El actual edificio es gótico, iniciado el año 1347, y fue edificado sobre uno anterior románico; se consagró por primera vez en 1441 y las fases de construcción continuaron hasta llegar a la fachada barroca, iniciada en la década de 1620 y dejada sin terminar en 1757. Se encuentra situada en el centro de la ciudad de Tortosa a orillas del río Ebro. Las excavaciones arqueológicas, han puesto de manifiesto que aproximadamente en este mismo lugar se encontraba el foro romano.
Le fue concedido el título de basílica en el año 1931.

## Historia y construcción
Cuando en 1148 Ramón Berenguer IV, conquistó la ciudad concedió a Bernardo Tort, arzobispo de Tarragona y obispo provisional de Tortosa, la mezquita mayor de la ciudad y todas sus posesiones; este obispo la convirtió enseguida en catedral y aprovechando las edificaciones musulmanas anexas las reconvirtió en estancias para el monasterio. Entonces nombró obispo a Gaufredo de Aviñón (1151-1165) el cual era abad de la canónica de Sant Ruf de Tortosa. En tiempos del obispo Poncio de Torrella (1213-1254) se fueron ampliando los dominios de la diócesis con la anexión de los territorios valencianos de Morella y Burriana, construyéndose un palacio episcopal bajo el mandato del obispo Berenguer de Prat (1316-1340).

### Canónica de Tortosa
La vida canónica fue establecida en 1153 por Gaufredo de Aviñón y sus monjes, bajo la regla de San Agustín, por medio de un documento llamado Prima ordenatio ecclesie Dertusensis, en el que se nombran los cargos de prior, camarero, sacristán, procurador y hospitalario. Más adelante el número de canónigos aumentó a doce, estructurándose definitivamente en 1178 bajo el mandato de Ponç de Monells proveniente del monasterio de San Juan de las Abadesas que además trajo de su monasterio de origen algunos códices litúrgicos, que se guardan en el Archivo Capitular de Tortosa. En 1278, el obispo Arnau de Jardí estableció que todas las posesiones de los canónigos una vez muertos pasaran a ser propiedad del capítulo. Hasta el año 1369 los obispos sólo podían ser elegidos entre los canónigos. En una bula otorgada por el papa Benedicto XIII en 1414, se dice que son veinte los monjes que había en esa época. Se mantuvo la vida monástica hasta el año 1772 cuando el papa Clemente XIV secularizó la canónica.

## Catedral románica
Pasados pocos años desde la consagración de la mezquita para su uso cristiano, en 1158 se empezó una nueva construcción románica, bajo la advocación de Santa María. Tenía planta de cruz latina, y no se conservan más que restos de muros y alguna ventana. Su consagración fue hecha por el arzobispo de Tarragona Berenguer de Vilademuls el día 28 de noviembre de 1178, 30 años después de la conquista cristiana, bajo el mandato del obispo Ponç de Monells y con la presencia de Alfonso II de Aragón y su esposa Sancha de Castilla. En una placa conmemorativa, antes conservada en la escalera que comunica el claustro con la plaza de Palau (y desde diciembre de 2007 en la exposición permanente abierta en la Catedral), se conmemora la construcción con la siguiente inscripción:
El claustro junto con las dependencias canónicas fueron construidas durante los siglos XII y XIII.

## Catedral gótica
En mayo de 1347 se colocó solemnemente la primera piedra de la nueva catedral gótica, antes de haber pasado dos siglos de la consagración de la anterior (1178), durante el obispado de Bernardo Oliver (1346-1348). Se sabe de la existencia de dos proyectos, ambos datados en el año 1345, de Antoni Guarc y Benet Basques de Montblanc, por lo que se cree que hubo una especie de concurso para adjudicar las obras. En el archivo de la catedral se guarda el dibujo original de Guarch, que corresponde a una planta de tres naves con deambulatorio y un ábside con nueve capillas radiales. Finalmente, en mayo de 1346, un tercer maestro de obras, Bernat Dalguaire, firmó las capitulaciones del contrato, siendo nombrado como maestro cantero; se cree que posiblemente hiciera alguna adaptación del anterior proyecto de Antoni Guarc.
En la cronología de la obra del ábside se refleja lo ardua y larga que resultó. Durante los años 1366 hasta finales de 1381 se ocupó de ellas el maestro de obras Andreu Julià, que más tarde fue el autor de la famosa "torre del Micalet", campanario de la catedral de Valencia. Hacia 1400 se acabaron las capillas radiales y en 1416 constaban como maestros de obras Pascual de Xulbi y como ayudante su hijo Joan de Xulbi, trabajando todavía en el ábside. En 1430, constaba como maestro Juan Folquer con la construcción de las bóvedas de la girola y en 1433, se nombra a Francesc Martí, con la colocación de la clave de bóveda central del presbiterio y los trabajos de pavimentación. El altar se consagraba en 1441.
La construcción de la nave fue igualmente muy lenta y con interrupciones frecuentes. Gracias a las donaciones hechas en 1487 por Miguel Terça y Joan Girona, se pudo acabar la primera bóveda de la nave después del altar, estando las obras bajo la dirección de Pere Compte, y en 1496 se pintaba la clave de bóveda de este tramo y se pavimentaba. Además, en esta época se cambió el modelo de las molduras de los pilares del templo. En el año 1586 se llegaba a los pilares del tercer y cuatro tramo y se abría una puerta que comunicaba el tercer tramo con el claustro. Sin esperar la terminación de las obras, en el año 1597 se procedió a una nueva consagración por el obispo Gaspar Punter i Barreda, y en ese mismo año se puso la primera piedra del baptisterio y de la torre.
En 1620 el cabildo decidió adoptar las nuevas formas barrocas para completar la obra en la fachada, que se prolongó hasta la mitad del siglo XVIII; fue aquí donde se cambió el modelo gótico que se había utilizado durante toda la construcción, por el nuevo modelo romano. A partir de aquí la actividad de este periodo se demuestra sobre todo por la gran cantidad de capillas que se realizaron como la de la Virgen de la Cinta realizada entre los años 1672 y 1725.

### Interior

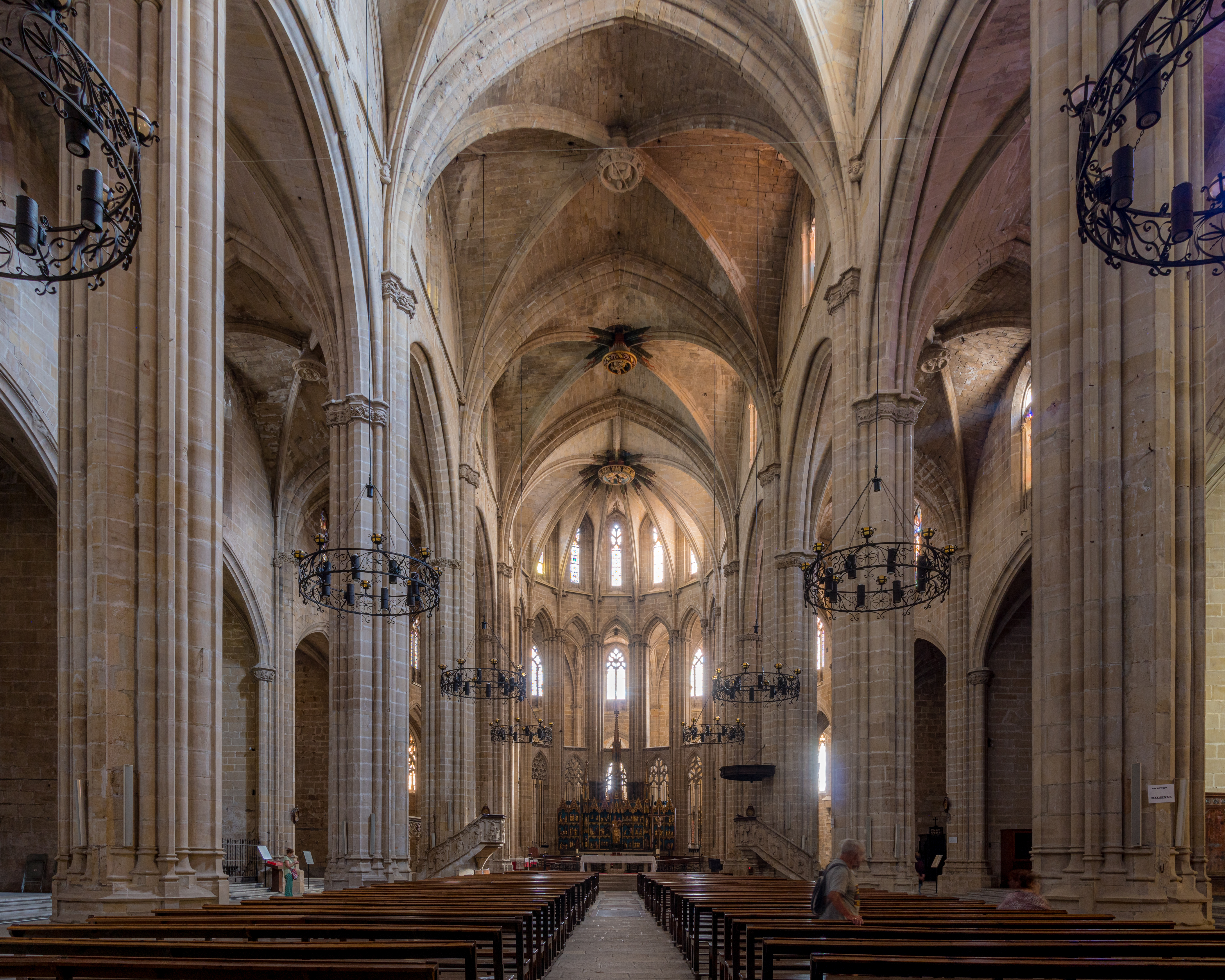
Interior

Tiene planta basilical de tres naves separadas por pilares y con capillas laterales entre los contrafuertes, con bóveda de crucería cuadrangular que en el ábside son en forma de trapecio y triángulos; todas convergen en la gran clave de bóveda central del presbiterio, donde está esculpida y policromada la representación de la Coronación de la Virgen por su hijo. La cabecera está formada por un ábside semicircular, rodeado por una doble girola, la única de esta clase que existe en Cataluña, la primera formada por la prolongación de las dos naves laterales y la segunda por las capillas radiales con una separación entre el ábside y la girola con dos niveles de arcos apuntados, el inferior calado con tracería gótica flamígera. La disminución progresiva de la altura de los cuerpos del ábside, deambulatorio y capillas radiales consiguen el poder tener tres niveles de vitrales que inundan de luz el interior del templo.
La nave consta de cinco tramos con bóvedas de crucería sostenidas por grandes pilares que recuerdan a la catedral de Barcelona; por la diferencia entre la altura de la nave central, las naves laterales y las capillas permitieron la colocación de vitrales en los dos muros superiores para la iluminación del interior. Los arcos ojivales de los ventanales así como los de las capillas van rebajando los arcos apuntados a medida que se avanza hacia los últimos tramos de los pies del templo, debido a la duración de las obras y el paso de un estilo arquitectónico a otro. En las capillas del último tramo también se sustituye las bóvedas de crucería por la bóveda de cañón con casetones.
La capilla del baptisterio conserva una pila bautismal octogonal del siglo XIV con el escudo de Benedicto XIII.
Del siglo XVI hay que destacar el retablo del Nombre de Jesús, con tallas de los escultores Vicent Rodorat y Baptista Vázquez y un interesante Cristo obra de Antonio Soto.
Del siglo XVIII hay dos interesantes ejemplos de retablos: el de San José, donde se combinan elementos de talla y pinturas (estas últimas del siglo XVI) y el retablo del Rosario, realizado en la segunda mitad del siglo XVIII siguiendo la estética rococó.

#### Altar mayor
El altar mayor está presidido por un retablo dedicado a la Mare de Déu de l'Estrella, antigua titular de la Catedral, construido a mediados del siglo XIV en madera policromada y dorada presentando la forma de un políptico, con esculturas en la parte interna y pinturas en la externa. Realizado en el año 1351 con clara influencia italiana. La parte escultórica consta de veinticuatro escenas que narran la vida de Jesús y la Virgen, repartidas a lo largo de tres pisos y en ocho calles encima de cada una de ellas se encuentra el remate con un glabete con tracerías de forma lobulada, en el centro se encuentra una imagen exenta de la Virgen de la Estrella con el Niño en brazos, completado con otras cuatro imágenes de santos en la intersección de los batientes del retablo, sobre la imagen central de la Virgen y de éstos santos están colocados unos altos pináculos. La parte pictórica representa la Pasión y Resurrección de Cristo, atribuidas a Francesco d'Oberto. Tradicionalmente la parte escultórica había sido relacionada con autores italianos y realizada en Italia, esta propuesta, en las últimas restauraciones, ha sido rechazada al encontrarse dentro de la decoración, recibos en catalán pegados con cola de carpintero, lo que aclara que el sitio de su construcción debía ser en Cataluña y no en Italia. En cuanto a su autor, los últimos estudios lo relacionan con Pere Moragues, por su semblanza con obras de este mismo artista y por las fechas que se encontraba como maestro mayor de la catedral de Tortosa. La relación con otros retablos de orfebrería desde un punto de vista iconográfico son con el de Santa María de Salas (Huesca) y el retablo mayor de la catedral de Gerona.
En la tesis doctoral de Victòria Almuni en el año 2002, ya manifiesta que dicho retablo se debió colocar en la iglesia románica y seguramente no se trasladó al presbiterio actual hasta 1441, año de su consagración como catedral gótica. Sufrió un repintado en el año 1545, seguramente desmontándolo y cambiado el orden de las escenas.
El retablo se mostraba cerrado y solo se abría días de fiesta señalados dedicados a la Virgen o a Cristo. Esta costumbre se debió de perder con el tiempo ya que en el año 1935 consta que las tablas pintadas de las puertas se guardaban en el dormitorio de la canónica de la catedral.
Durante la Guerra civil española, fue desmontado para protegerlo. En los años setenta del siglo XX fueron robadas dos figuras: la Virgen de la Epifanía y la escena de la Resurrección. En el año 1983 se realizó una restauración por técnicos de la Generalidad de Cataluña.
En una capilla del deambulatorio en la parte posterior del altar se encontraba el retablo de la Transfiguración del último tercio del siglo XV y atribuido al taller del pintor Jaume Huguet. Desde diciembre de 2007 se encuentra expuesto en el refectorio. Últimamente la obra ha podido ser documentada, ya que fue encargada en 1498 a los pintores Rafael Vergós y Pere Alemany.
De la segunda mitad del siglo XV, con influencia de la escuela flamenca, son los dos púlpitos que contienen la representación de los Evangelistas y de los Santos Padres de la Iglesia. En ellos se exhibe la heráldica de la familia Soldevila.

#### Reja del presbiterio
Fue sufragada por el obispo Gaspar Punter (1590-1601), para cerrar el presbiterio y que actualmente se encuentra en el último tramo a los pies de la nave central. Responde a modelos renacentistas castellanos y está constituida por barras cilíndricas y poligonales y barras transversales que forman un doble enrejado en la parte baja, con arcuaciones ojivales en la parte superior y acabados con púas y flores de lis; está adornada con aplicaciones de bronce y motivos grutescos formados con chapa calada.

#### Coro
El coro de estilo renacentista fue realizado por Cristóbal de Salamanca, que ya había trabajado en el coro superior del monasterio de Montserrat (destruido por un incendio en el año 1811) y que fue ayudado entre otros, por el carpintero de la catedral Gabriel Sit. El contrato entre el capítulo y el autor se firmó el 15 de septiembre de 1587, el cabildo suministraría la madera de roble de Navarra, que ya tenían comprada y guardada en un almacén desde hacía un año. Esta sillería substituía a una anterior. El escultor murió en 1591, antes de poder acabar totalmente la obra, terminándola definitivamente los operarios de su taller, en el año 1593. Estaba formada por 47 sitiales en el piso superior representando figuras de santos y 28 en el inferior con decoración de talla geométrica. Durante la guerra civil española, a causa de un bombardeo se quedó en bastante mal estado; una vez restaurado ha sido emplazado en el antiguo dormitorio canonical.

#### Capilla de San Pedro
Esta capilla es la primera del lado septentrional de la girola. Contiene unos relieves escultóricos que podrían asignarse a Pere Moragues, con escenes de la vida y martirio de san Pedro, no todos parecen del mismo autor, se relaciona con Pere Moragues, el que representa la conversación entre san Pedro y Jesús en las murallas de Roma.

#### Capilla de la Virgen de la Cinta

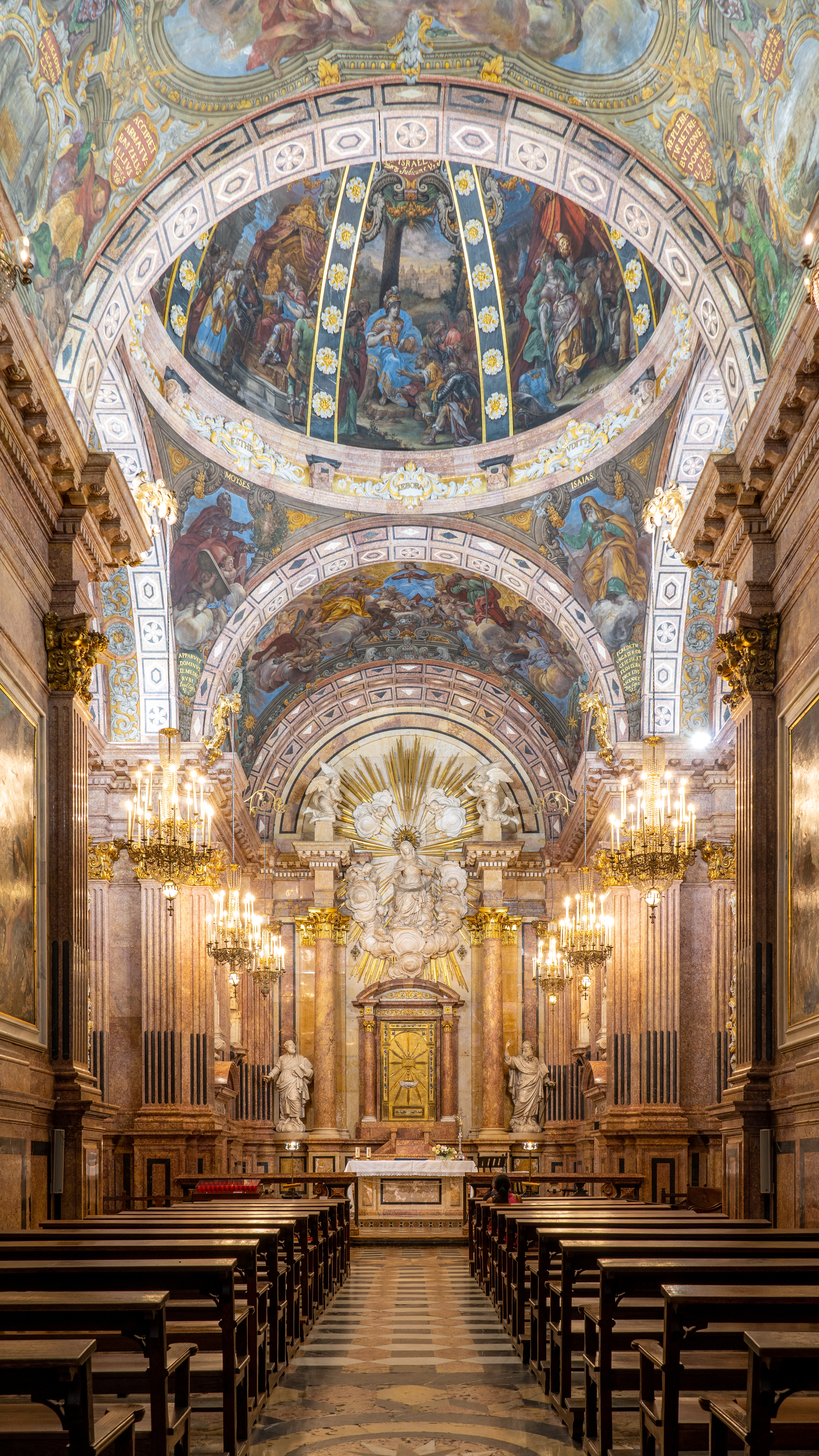
Capilla de la Virgen de la Cinta

Conocida también como Capilla Real, es esta capilla una lujosa obra barroca, de dimensiones más grandes que las otras capillas. Consta de planta latina, cubierta con bóveda de cañón de dos tramos, con una gran cúpula sobre pechinas en el crucero. Iniciada su construcción en el año 1672 según proyecto de Diego Martínez, está decorado con gran lujo a base de jaspes y diferentes tipos de mármol.
En la cabecera tiene un retablo de mármol con la imagen de la Virgen de la Cinta, patrona de la ciudad, realizada en el año 1822. En el altar dentro de una hornacina se encuentra una urna de plata realizada por los escultores Francesc y Josep Tramulles en el año 1727 con decoración de hojas, frutos y ángeles, donde se guarda la reliquia de la Santa Cinta. Enmarcan este altar dos grandes columnas de jaspe con capitel dorado con una cornisa que en su centro está la representación de la Virgen de la Cinta entre ángeles y nubes todo tallado en mármol; en una parte más inferior y ambos lados se encuentran las esculturas de San Pedro y San Pablo también en mármol.
Los frescos de la capilla fueron pintados a partir de 1718 por Dionís Vidal y Josep Medina. Las escenas de las pinturas fueron dirigidas por el canónico Vicent Gomis: La Virgen desciende del cielo en el presbiterio y en la cúpula, dividida en ocho partes, están representadas la figura de la mujer en diferentes hechos bíblicos, Débora, Judit, Rebeca, Abigaíl, Yael, María, Raquel y Ester. En el siguiente tramo la Virgen pasará sobre la ciudad para volver al lado de su hijo Jesús y el Padre Eterno ya en la entrada de la capilla. En las pechinas están representados los profetas Moisés, Isaías, Jeremías y Ezequiel.
Las pinturas que representan La Anunciación y La Adoración de los Reyes son copias de lienzos de Mengs realizadas por Vicente López. Los cuadros fueron regalados por Manuel Guerra, deán de la catedral, el 12 de abril de 1799. Vicente López tiene en la catedral tres obras más, sin embargo una de ellas se perdió en 1938.
La tumba del obispo de Tortosa y presidente de la Generalidad de Cataluña en (1617-1620), Lluís de Tena, se encuentra en esta capilla.
- Relicarios de la Santa Cinta.

Según una tradición esta Virgen se apareció a un canónigo de la catedral, dándole una cinta de su vestido, que le hacía de fajín, como signo de su amor a los tortosinos, llamándose desde entonces la "Santa Cinta". Según el inventario de la sacristía, la reliquia de la Santa Cinta desde el año 1333 se guardaba en una caja; en el año 1453 consta que había dos piezas que contenían la Cinta ya dividida en dos partes, el 10 de octubre del año 1619 el obispo Luis de Tena hizo donación de un gran relicario para guardar la parte mayor de la Cinta. Este Relicario Mayor, obrado en plata, que tenía una altura de 75 centímetros y pesaba 6.600 gramos, fue sustraído al final de la guerra civil de un depósito del Banco de España y embarcado a bordo del yate Vita, según parece, con destino a México.
La parte pequeña fue guardada en una caja de plata hasta la creación del Relicario Menor en el año 1742, de 43 centímetros de altura con un peso de 2.035 gramos, reproducción en tamaño más reducido del antiguo relicario Mayor. El relicario menor también fue evacuado por las autoridades republicanas en 1938 pero a diferencia del mayor fue recuperado en la localidad de Darnius.

### Exterior

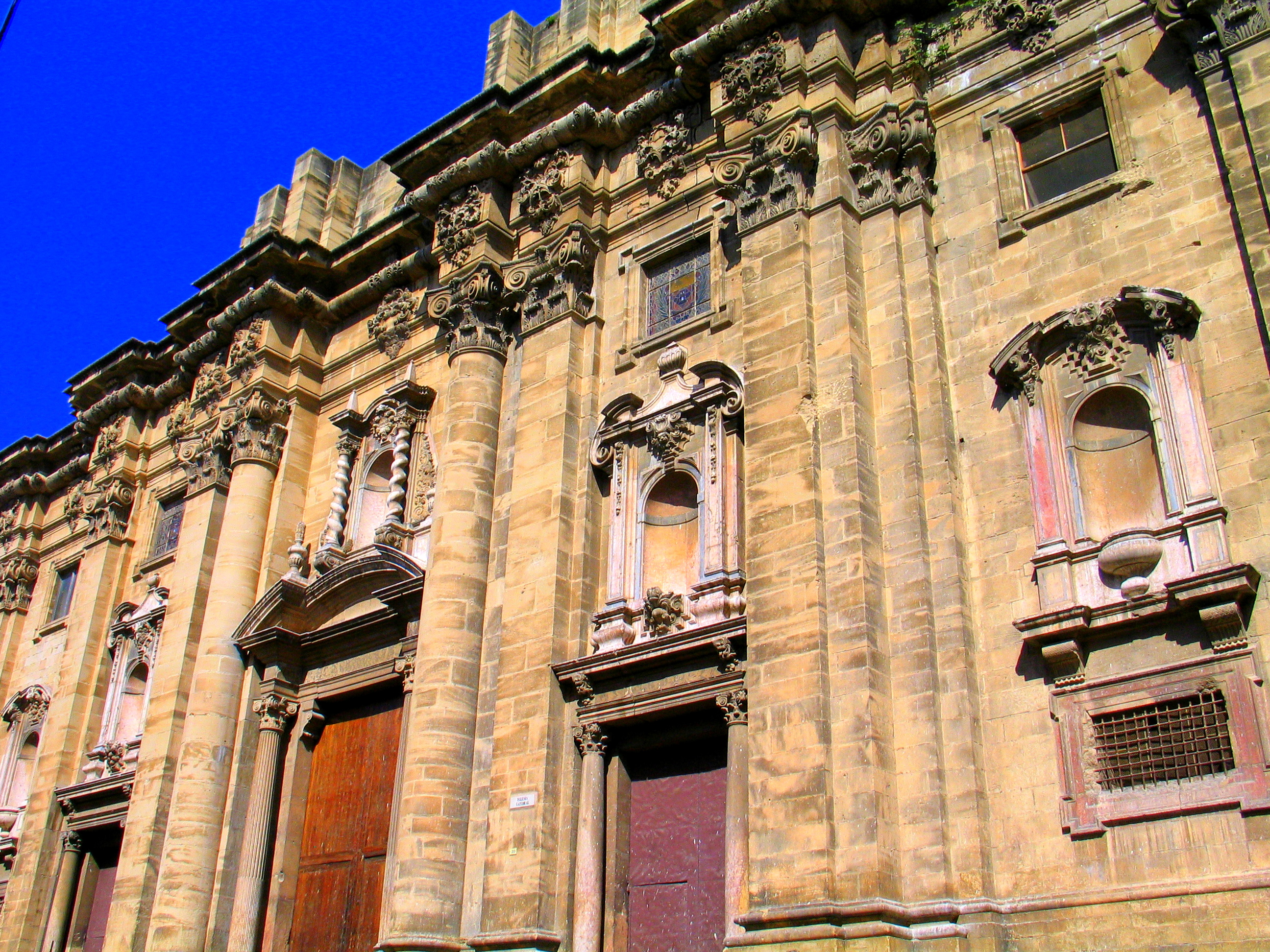
La fachada, antes de su restauración en 2021-2022

En el exterior se aprecia la diferencia entre los muros que corresponden a la nave con grandes contrafuertes y los del ábside donde hay un doble juego de arbotantes que acaban en unas pequeñas torres poligonales que debían ir coronadas por pináculos que nunca llegaron a realizarse.

#### Fachada principal
En el año 1625 el maestro de obras Martí Abaria realizó un proyecto para la fachada principal con el nuevo estilo predominante en la época: el barroco. Este proyecto no se llevó a cabo hasta el siglo siguiente entre los años 1728 y 1757, ya con una simplificación más clasicista hecha por Antoni Ferrer. Está formada por cinco cuerpos separados por grandes pilastras con capiteles decorados y coronados por una cornisa moldurada y con decoración vegetal. En la parte central se encuentra la puerta de entrada flanqueada por dos gruesas columnas y con un frontón superior en forma curvilíneo. La obra ha quedado inacabada, pues sólo ha llegado hasta el segundo nivel de los cinco trazados ni las dos torres de 61 metros de altura que debían estar situadas a cada lado de la fachada. Se utilizó para su construcción piedra de Flix, Vinebre, Ascó y Riba-roja de Ebro.
Desde el 26 de agosto del 2015 el templo ha quedado abierto al río Ebro, tras el derribo de los edificios situados en frente de su fachada principal, y entre los meses de abril de 2021 y de 2022 se lleva a cabo su limpieza y restauración tras la cual recupera sus colores rosados, negros y blancos.

#### Puerta del Olivo
Esta puerta nominada en catalán: porta de l'Olivera, se utiliza para el acceso a la catedral a través del claustro. Consta de una portada enmarcada por columnas salomónicas sobre bases rectangulares y a media altura adosadas a estas columnas, se observan las imágenes de santa Cándida y santa Córdula. Esta portalada está rematada por una cornisa y encima de ella, en el centro, se encuentra la imagen de la Virgen de la Cinta y a sus lados las esculturas de san Pedro y san Pablo rematado todo con un frontón barroco.

## Claustro

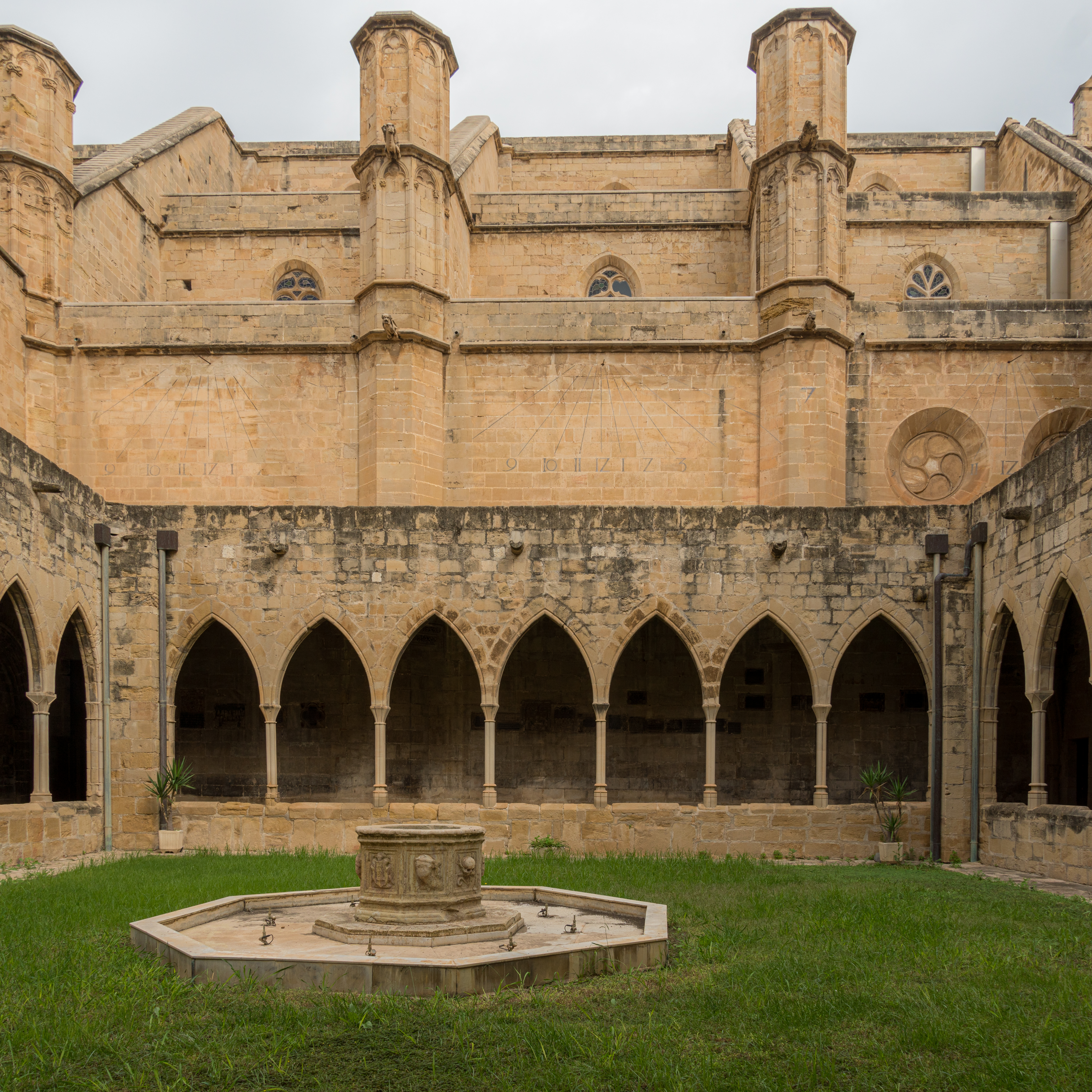
Claustro

El claustro del siglo XIII, se encuentra adosado al muro sur de la catedral y tiene planta trapezoidal, con galerías cubiertas y formadas por arcos ojivales sobre columnas con capiteles sin decoración. Sólo en la puerta de acceso al jardín del claustro los capiteles están tallados con escenas historiadas representando la pasión de Cristo y son de la época tardorománica reaprovechados de alguna obra desaparecida. En la parte derecha está la escena de la entrada de Jesús a Jerusalén y la visita de las tres Marias al sepulcro, en la parte izquierda se ve a Jesús delante de Pilatos y el Descendimiento de la Cruz. 

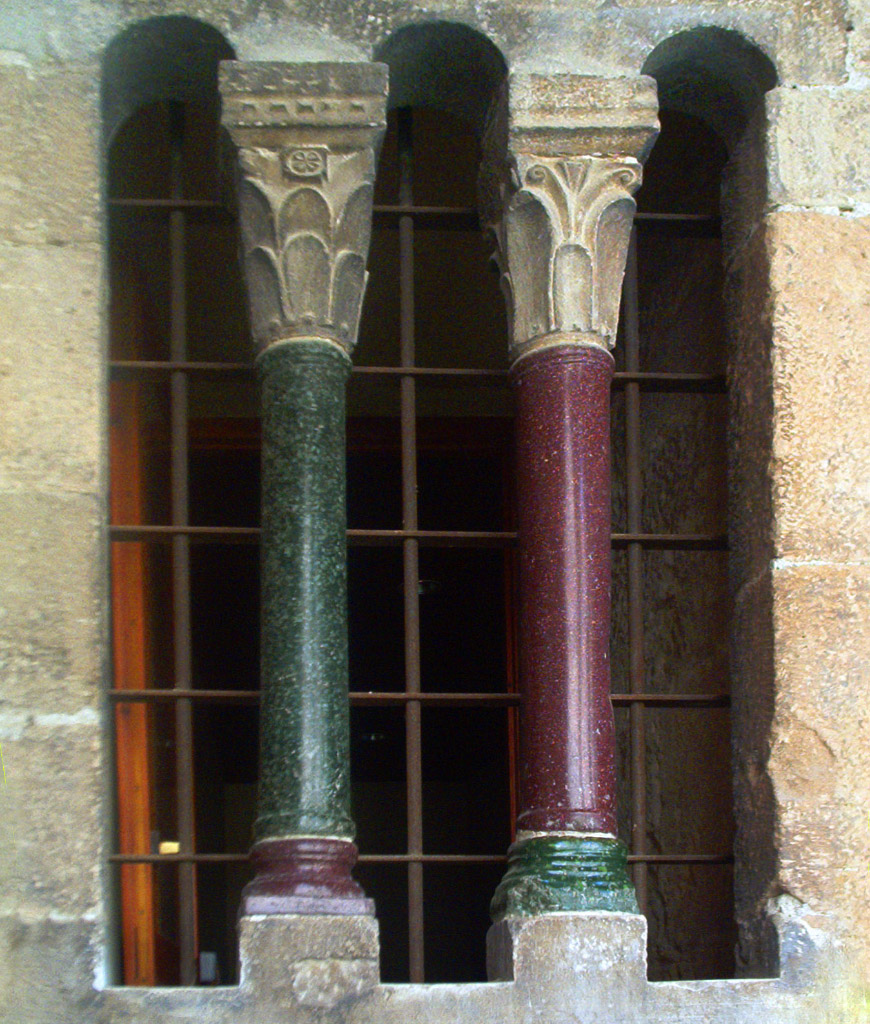
Ventana con dos columnas del claustro

En la Edad Media el consejo de la ciudad se reunía en sus galerías; existe una lápida en sus muros donde se representa el escudo de la ciudad, la Virgen y el hacha, símbolos de los estamentos municipales.
En las paredes del claustro hay una interesante colección de lápidas funerarias medievales con epígrafe de personajes relacionados con el cabildo de canónigos. En el muro junto a la capilla del Sagrario se encuentra una lápida, recuerdo de los judíos de la época visigótica, trilingüe (latín, hebreo y griego).
En su entorno se encuentran las dependencias de la antigua canónica, entre las que están el refectorio, el aula mayor, el dormitorio y el aula menor, donde en la actualidad se conserva el archivo capitular. Se puede ver en el claustro una ventana visigótica con dos columnas de mármol una verde y otra roja.
Bajo el claustro se conserva un gran refugio antiaéreo construido en 1937-1938 y visitable en buena parte.

## Campanario
El campanario se encuentra situado en la parte derecha de la fachada principal. Es de planta cuadrada de poca altura y con dos o tres aberturas en todos sus lados; la catedral disponía de campanas antes de ser construido el campanario, ya que había uno provisional. Durante la guerra civil nueve de sus diez campanas fueron destruidas (existe testimonio fotográfico del suceso). Actualmente la catedral tiene ocho campanas en su campanario de torre inacabado. Cada cuarto de hora suenan interpretando partes de la melodía de los Gozos de la Mare de Déu de la Cinta.

## Tesoro catedralicio
Conserva una gran cantidad de objetos litúrgicos, de orfebrería y de fondos documentales en su Archivo Capitular. En diciembre de 2007 la Catedral de Santa María abrió al público una exposición permanente donde se exhiben algunas piezas artísticas.
- Una arqueta árabe rectangular y con tapa trapezoidal, realizada con marquetería de maderas y marfil. Datada del siglo XII.
- Procedente del ajuar funerario del obispo Arnau de Jardí (1271-1306) se muestra el anillo, unos guantes y como más destacado la parte superior del báculo pastoral de marfil con una escena en relieve de figuras masculinas.

El anillo tiene forma oval es de bronce dorado con un baño de oro, de 43 mm X 36mm (la parte exterior del óvalo) y 31 mm de altura. Tiene una piedra fósil central rodeada de trece más pequeñas de vidrio verde.
Los guantes están datados de la segunda mitad del siglo XIII, trabajados con seda de color dorado lisos con una cenefa en la parte de la muñeca, formada por dos franjas rojas estrechas enmarcando otra franja más ancha con flores de color rojo y beige; se encontraron bastante deteriorados, haciéndose la restauración en el año 1989 en el taller del Museu Textil de Indumentaria de Barcelona.
El báculo es de marfil con la parte recta de forma rectangular y la voluta superior del báculo es de tipo "serpiente" con la cabeza esquemática y con cuatro hojas talladas en la parte exterior. Dentro del círculo de la voluta se representa un relieve calado con dos figuras masculinas, una con barba sentado en un banco y apoyando los pies sobre una banqueta; delante de ellos se encuentra otro hombre semi-arrodillado sobre la cabeza de la serpiente, imberbe; los dos personajes tiene un sombrero semiesférico y se encuentran enfrentados. Tiene las manos destruidas y persiste algo de la policromía original dorada. Está datado de principios del siglo XIII, y apareció restaurado con cuatro plaquetas para hacer la unión de una rotura, se cree que, ya que el obispo fue consagrado en 1272, es posible que en el ajuar funerario se le pusiera este báculo anterior por ser una pieza rota y por lo tanto ya inútil.
- Entre los relicarios en forma de busto se encuentran los de las santas Córdula del año 1351 y Cándida del siglo XV y uno de la época renacentista italiana de san Eulalio.
- Una custodia realizada en Valencia por Eloi Camanyes y Agustí Roda en 1638.[29][30]
- Una imagen de la Virgen de la Cinta del orfebre barcelonés Francesc Via, realizada en plata en el año 1706.[31]
- Una pieza muy importante es el misal de san Rufo de Aviñón, del siglo XII, con las cubiertas de esmalte con la técnica del champlevé (esmalte vaciado).
- Relacionado con el escritorio de Ripoll, del siglo XIII, se conserva el códice De Civitate Dei de san Agustín.
- La catedral también conserva diversas lápidas funerarias, inscripciones romanas y capiteles antiguos, que se pueden ver en el subterráneo del refectorio.
- Así mismo, la exposición permanente de la catedral conserva un espectacular tapiz de obra de Flandes, atribuido al maestro de Arrás Joan Falsison, dedicado al tema de la Pasión de Cristo.[32]

|  |  |

## Cabildo catedralicio
- Deanes: Aurelio Querol Lor, Manuel García Sancho y José-María Tomás Prats
- Penitenciarios: Jesús Carda Pitarch
- Maestrescuelas
- Magistrales: Manuel García Sancho
- Doctorales: Manuel Giner Mercé
- Lectorales
- Archiveros: Manuel García Sancho y Salvador Ballester Huguet
- Prefectos de ceremonias: Ramón Boix Querol
- Canónigos por oposición: Enrique Aymerich
- Canónigos de gracia: Herminio Capsir y Simón Romero Julián
- Beneficiados (extinguidos)

- Maestros de ceremonias: Enrique Batiste Ferreres
- Chantres
- Organistas: Isaías Riba Cucala
- Beneficiados: Enrique Curto Baiges y Antonio Ripollés Amela